# Bandeirante EC
Bandeirante EC is een Braziliaanse voetbalclub uit de stad Birigui in de deelstaat São Paulo.

## Geschiedenis
De club werd opgericht in 1923. De club speelde enkele seizoenen in de tweede klasse van het Campeonato Paulista tussen 1948 en 1952. Daarna werd de club weer een amateurclub en speelde vanaf 1964 tot 1967 en van 1973 tot 1976 weer profvoetbal, nu in de derde klasse. In 1980 maakte de club opnieuw een rentree en na twee seizoenen promoveerde de club weer. In 1986 werd de club kampioen en promoveerde zo voor het eerst naar de hoogste klasse. De club werd afgetekend laatste, een hoogtepunt dat jaar was wel een overwinning op het grote São Paulo FC in het legendarische Estádio do Morumbi. Samen met Ponte Preta, de andere club die degradeerde, vochten ze de degradatie aan en mochten in eerste instantie aantreden in de competitie van 1988, echter wilde, op Corinthians na, geen enkel team tegen hen spelen. In het tweede toernooi werden wel een aantal wedstrijden afgewerkt, maar enkel wedstrijden voor het einde van de competitie werden beide teams toch uit de competitie gezet en werden hun resultaten geschrapt.
In 1991 degradeerde de club zelfs naar de Série A3, maar keerde meteen terug. Echter kon de club het behoud niet verzekeren en degradeerde nu voor twee jaar naar de Série A3. Ook in 1996 volgde een onmiddellijke degradatie en nu duurde het tot 2001 vooraleer de club weer promotie kon afdwingen. Dat jaar won de club ook de Copa Coca-Cola 2001, een competitie voor clubs uit de staat die niet in de nationale reeksen spelen. Bandeirante won de finale tegen União Barbarense. De club kon het nu tot 2008 uitzingen in de Série A2 en degradeerde dan weer. Twee jaar later degradeerde de club zelfs naar de vierde klasse. Nadat de club in 2011 de promotie misliep namen ze zelfs niet deel aan de competitie in 2012. Van 2013 tot 2016 speelde de club opnieuw in de vierde klasse, maar in 2017 waren ze er opnieuw niet bij.

## Erelijst
Copa Coca-Cola
2001

## Bekende ex-spelers
- Paulinho McLaren